# 劉蓉第
劉蓉第（?—?），順天府昌平州人，清朝政治人物、同進士出身。
光緒二十一年（1895年），参加光緒乙未科殿試，登進士三甲39名。同年五月，授内阁中书。